# Lasei
Lasei（ラセイ）於2011年2月16日由Geneon Universal Entertainment Japan, LLC.發行，是ELISA的第3張專輯。

## 概要
- 「Lasei」是「裸聲」的意思；
- 初回限定盤附有PV映像收錄至DVD。
- 收錄TV動畫「只有神知道的世界」OP「God only knows~集積回路の夢旅人」（集積回路の夢旅人(ELISA ver.)）、OVA「科學超電磁砲」ED「Special “ONE”」等歌曲。
- 參加專輯曲目制作的有sat(fripSide)、天門、Elements Garden、doriko、志倉千代丸、川井憲次等動畫界人氣作曲家和作家團體。
- 收錄ELISA初次作詞和作曲的歌曲「真実の証」。

## 收錄曲
1. Prologue of Lasei [2:02]
  - 作曲、編曲：川井憲次
2. God only knows [8:07]
  - 電視動畫《只有神知道的世界》片頭曲
  - 作詞：西田恵美；作曲：M.C.E.、前口渉、木村香真良、mixakissa、；編曲：前口渉
3. 集積回路の夢旅人 [1:30]
  - 作詞：若木民喜；作曲：木村香真良；編曲：前口涉
4. Light To Unite [5:23]
  - 作詞：；作曲、編曲：八木沼悟志（fripSide）
5. [5:03]
  - 作詞、作曲：上松範康（Elements Garden）；編曲：菊田大介（Elements Garden）
6. Special "One"【album ver】 [4:23]
  - OVA《科學超電磁砲》片尾曲
  - 作詞：春和文；作曲：川崎里実；編曲：大久保薫
7. 真実の証 [4:44]
  - 作詞、作曲：ELISA；編曲：菊田大介（Elements Garden）
8. True my sight. [4:58]
  - 作詞：酒井伸和；作曲、編曲：天門
9. Reminiscence [4:19]
  - 作詞、作曲、編曲：doriko
10. Heaven's Sky [4:38]
  - 作詞：渡邊亜希子；作曲：村下雅俊；編曲：前口渉
11. STONE CIRCLE [4:17]
  - 作詞：Shusui；作曲：真下正樹；編曲：大久保薫
12. [5:10]
  - 作詞、作曲：志倉千代丸；編曲：真下正樹
13. Epilogue of Lasei [2:36]
  - 作曲、編曲：川井憲次

### DVD
1. ebullient future（English）
作詞：酒井伸和・西田恵美、作曲・編曲：天門
2. HIKARI
作詞: 西田恵美、作曲:杉森舞
3. ミカエルは眠る〜dans le coeur〜
作詞: Satomi、作曲:Shusui
4. 光の雨
作詞：岩里祐穂、作曲:川崎里実、作曲・編曲：天門